# 조지루시

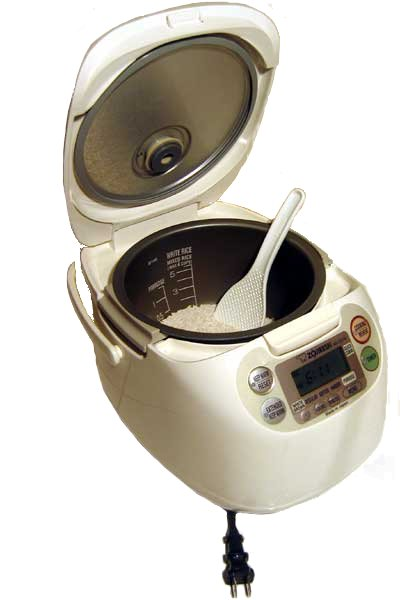
조지루시의 주력 제품 중 하나인 전기밥솥

조지루시 마호빙 주식회사(象印マホービン株式会社)는 보온병, 전기밥솥, 전기포트, 제빵기 등을 주로 생산하는 일본 굴지의 다국적 제조 기업이다. 대한민국에서는 일명 '코끼리 밥솥'의 제조 회사로 잘 알려져 있다.

## 역사
조지루시는 1918년 이치카와 형제 상회(市川兄弟商会)라는 이름의 보온병 제조 회사로 일본 오사카에서 설립되었다. 1953년 교와 보온병 공업 주식회사(協和魔法瓶工業株式会社)로 회사 이름을 변경하였다가, 1961년 지금의 이름인 조지루시 마호빙 주식회사로 변경하였다.